# Новобиктово
Новобиктово (баш. Яңы Бейектау) — село в Дюртюлинском районе Республики Башкортостан Российской Федерации. Входит в состав Такарликовского сельсовета.

## География

### Географическое положение
Расстояние до:
- районного центра (Дюртюли): 9 км,
- ближайшей ж/д станции (Янаул): 136 км.

## Население
| 2002 | 2009 | 2010 |
| ---- | ---- | ---- |
| 517  | ↗557 | ↘553 |

Согласно переписи 2002 года, преобладающие национальности — башкиры (58 %), татары (41 %).

## Религия
В селе есть мечеть.